# Варфоломій (ім'я)
Варфоломі́й або Вартоломі́й (грец. Βαρθολομαίος — з арамейської Бар Толмай, син Толмая, у перекладі означає ''син бородатого'', ''син ріллі'') — християнське чоловіче ім'я, увійшло в ужиток на честь одного з дванадцяти апостолів Ісуса Христа, відомого також під іменем Нафанаїл. Європейська форма імені — Бартоломій. На Русь ім'я потрапило з християнством із Візантії. Через важковимовність імені його часто спотворювали, і воно набуло форм Ахромій, Бахромій, Вахромій, Хромій та Фоломій. Від імені Варфоломій та його варіантів пішли прізвища: Варфоломєєв; Ахромєєв, Ахраменко, Ахроменко, Ахрамович; Бахромєєв, Бахрушин, Бахрушкін, Бахраменко, Бахроменко; Вахромєєв, Вахрушин, Вахрушкін, Вахрушев, Вахлов, Вахлін, Вахнов, Вахнін, Вахраменко, Вахроменко; Хромєєв, Храмов, Хромов, Храменко, Хроменко, Храмченко, Хромченко, Храмко, Храмюк, Храмчик, Храмшин, Храмець; Фоломєєв, Фоломін, Фолонін, Фоломенко та інші. 

## Іншомовні аналоги імені Варфоломій
- болг. Вартоломей,
- серб. Вартоломеј,
- біл. Варфаламей,
- рос. Варфоломей,
- угор. Bertalan,
- фр. Barthélemy,
- дан. Bartholomæus,
- лат. Bartholomaeus,
- нім. Bartholomäus,
- рум. Bartolomeu,
- англ. і фін. Bartholomew,
- пол. Bartłomiej,
- хорв. Bartol,
- швед. Bartolomaios,
- ісп. Bartolomé, Бартоломе́
- словац. Bartolomej,
- чеськ. Bartoloměj,
- італ. Bartolomeo, Бартоломе́о
- порт. Bartolomeu, Бартоломе́у
- норв. і фін. Bartolomeus,
- грец. Βαρθολομαίος,
- івр. ברתלמי,
- вірм. Բարդուղիմէոս,
- кит.: 巴多罗买,
- кор. 바르톨로메오,
- перс. ناتانائیل,
- яп. バルトロマイ

Бартоломе (італ.)
- Бартоломе де лас Касас (1484—1566) — іспанський священик-домініканець, перший єпископ Чіапас та історик Нового Світу.

Бартоломео (італ.)
- Бартоломео Колумб (1461—1514) — молодший брат Христофора Колумба.

Бартоломеу (порт.)
- Бартоломеу Діаш (бл. 1450—1500) — один із найславетніших португальських мореплавців-першовідкривачів, який підкоряв води Атлантики в XV столітті.

## Відомі носії
укр. Варфоломій
- Варфоломій — один із дванадцяти апостолів Ісуса Христа.
- Варфоломій I (нар. 1940) — чинний архієпископ Константинополя та Вселенський патріарх із 2 листопада 1991 року.
- Варфоломій Госнолд (1572—1607) — англійський юрист і мандрівник, капер, дослідник східного узбережжя Північної Америки.
- Варфоломій Кириленко (1893—1965) — український поет і перекладач.
- Варфоломій Любарський (1699—1774) — український релігійний діяч доби Гетьманщини.
- Варфоломій Савчук (нар. 1945) — український фізик та історик науки.
- Варфоломій Шевченко (1821—1892) — український мемуарист, троюрідний брат Тараса Шевченка.